# Ishania guerrero
Ishania guerrero är en spindelart som beskrevs av Rudy Jocqué och Léon Baert 2002. Ishania guerrero ingår i släktet Ishania och familjen Zodariidae. Inga underarter finns listade i Catalogue of Life.